# Zonsverduistering van 21 augustus 2017

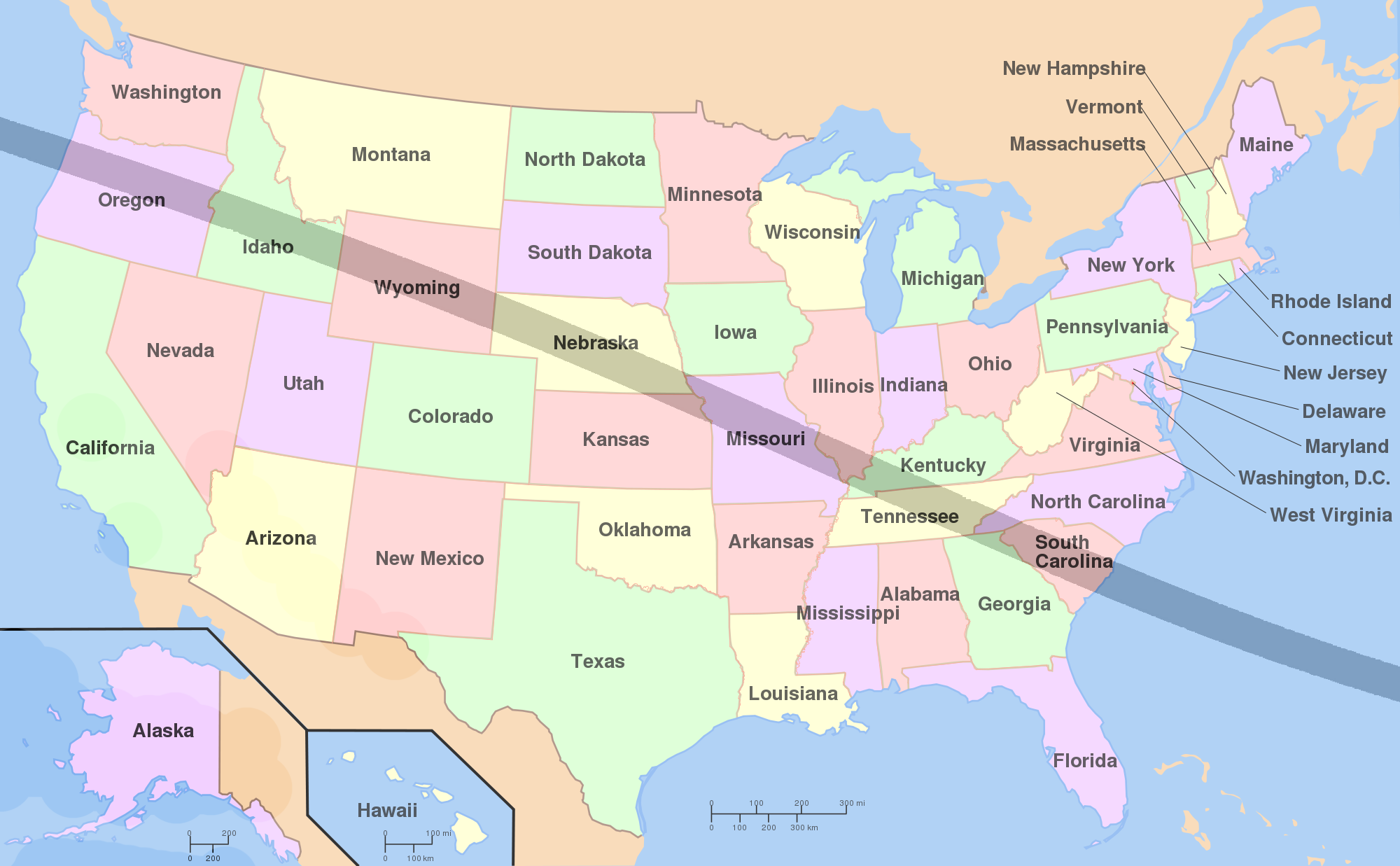
Het pad in de VS van deze
totale zonsverduistering

Animatie van deze
totale zonsverduistering

De totale zonsverduistering van 21 augustus 2017 ging voor een groot gedeelte over land en was daarbij achtereenvolgens in deze veertien staten van de VS zichtbaar: Oregon, Idaho, Montana, Wyoming, Nebraska, Kansas, Missouri, Iowa, Illinois, Kentucky, Tennessee, North Carolina, Georgia en South Carolina. Het vasteland van de VS is het grootste aaneengesloten gebied waar de zonsverduistering overheen trok.

## Lengte

### Maximum
De maximale duur tijdens deze eclips is 2m40.2s, dat is op de plek met de coördinaten 37.5763°N/89.1108°W. Dit is vlak bij het punt waar interstates I-57 en I-24 splitsen, en vlak bij het plaatsje Goreville, Illinois.

### Maximum minus 5 s
Het pad op de centrale lijn waar de eclips minimaal 2m35s duurt is ca. 1800 km lang. Het loopt van Grand Island, Nebraska naar Santee, South Carolina. De maanschaduw beweegt hier met 2348 km/uur over de aarde, deze afstand wordt in 46 minuten afgelegd.

### Limieten
| Fenomeen                    | Code | Tijdstip UTC |
| --------------------------- | ---- | ------------ |
| Eerste contact bijschaduw   | P1   | 15:46:51.5   |
| Eerste contact kernschaduw  | U1   | 16:48:36.1   |
| Kernschaduw compleet vanaf  | U2   | 16:49:36.1   |
| Bijschaduw compleet vanaf   | P2   | 18:11:57.2   |
| Maximum eclips              | GE   | 18:26:40.3   |
| Bijschaduw compleet t/m     | P3   | 18:39:24.9   |
| Kernschaduw compleet t/m    | U3   | 20:01:39.6   |
| Laatste contact kernschaduw | U4   | 20:02:34.4   |
| Laatste contact bijschaduw  | P4   | 21:04:23.5   |

## Zichtbaarheid

### In de VS
Op veel plekken in de VS kon de verduistering worden waargenomen. Onderstaand beknopt overzicht toont de 14 totaliteitsstaten waarbij voor 12 van deze staten 7 zichtplaatsen worden genoemd die of een bepaalde stadsgrootte hebben of een lange totaliteitsduur hebben meegemaakt. In de overige staten was geen totaliteit waarneembaar.

#### Staten met bewoond waarneemgebied
| Plaats                 | Max                    | Code                   | Plaats                      | Max                         | Code                        | Plaats               | Max                  | Code                 | Plaats                      | Max                         | Code                        |
| Oregon (1e van 14)     | Oregon (1e van 14)     | Oregon (1e van 14)     | Idaho (2e van 14)           | Idaho (2e van 14)           | Idaho (2e van 14)           | Wyoming (4e van 14)  | Wyoming (4e van 14)  | Wyoming (4e van 14)  | Nebraska (5e van 14)        | Nebraska (5e van 14)        | Nebraska (5e van 14)        |
| ---------------------- | ---------------------- | ---------------------- | --------------------------- | --------------------------- | --------------------------- | -------------------- | -------------------- | -------------------- | --------------------------- | --------------------------- | --------------------------- |
| Dallas                 | 1m56s                  |                        | Driggs                      | 2m18s                       | CL                          | Casper               | 2m26s                | CL                   | Alliance                    | 2m30s                       | CL                          |
| Huntington             | 2m09s                  | CL                     | Mud Lake                    | 2m17s                       | CL                          | Douglas              | 2m23s                | CL                   | Beatrice                    | 2m35s                       |                             |
| Lincoln City           | 1m53s                  |                        | Rexburg                     | 2m17s                       | CL                          | Glenrock             | 2m21s                |                      | Falls City                  | 2m37s                       |                             |
| Madras                 | 2m02s                  | CL                     | Rigby                       | 2m15s                       |                             | Grand Teton Park     | 2m19s                | NP                   | Grand Island                | 2m35s                       | CW                          |
| Mill City              | 2m01s                  | CL                     | St. Anthony                 | 2m04s                       |                             | Riverton             | 2m13s                |                      | Hastings                    | 2m13s                       |                             |
| Salem                  | 1m54s                  |                        | Stanley                     | 2m13s                       | CL                          | Torrington           | 2m01s                |                      | Lincoln                     | 1m24s                       | NV                          |
| Stayton                | 2m01s                  | CL                     | Weiser                      | 2m05s                       |                             | Wilson               | 2m15s                |                      | York                        | 2m20s                       |                             |
| Kansas (6e van 14)     | Kansas (6e van 14)     | Kansas (6e van 14)     | Missouri (7e van 14)        | Missouri (7e van 14)        | Missouri (7e van 14)        | Illinois (9e van 14) | Illinois (9e van 14) | Illinois (9e van 14) | Kentucky (10e van 14)       | Kentucky (10e van 14)       | Kentucky (10e van 14)       |
| Atchison               | 2m17s                  |                        | Columbia                    | 2m37s                       | CL                          | Carbondale           | 2m38s                | CL                   | Adairville                  | 2m39s                       | CL                          |
| Hiawatha               | 2m34s                  |                        | Festus                      | 2m37s                       |                             | Cedar Lake           | 2m40s                | CL                   | Eddyville                   | 2m39s                       | CL                          |
| Highland               | 2m38s                  | CL                     | Fulton                      | 2m34s                       |                             | Chester              | 2m40s                | CL                   | Elkton                      | 2m39s                       | CL                          |
| Horton                 | 2m13s                  |                        | Jefferson City              | 2m29s                       |                             | Golconda             | 2m40s                | CL                   | Fredonia                    | 2m39s                       | CL                          |
| Seneca                 | 2m12s                  |                        | Kansas City                 | 2m11s                       | ZP                          | Goreville            | 2m40s                | CM                   | Hopkinsville                | 2m40s                       | CL                          |
| Troy                   | 2m38s                  | CL                     | Marshall                    | 2m39s                       | CL                          | Murphysboro          | 2m38s                | CL                   | Princeton                   | 2m40s                       | CL                          |
| Wathena                | 2m38s                  | CL                     | St. Louis                   | 1m49s                       | NP                          | Simpson              | 2m40s                | CL                   | Salem                       | 2m40s                       | CL                          |
| Tennessee (11e van 14) | Tennessee (11e van 14) | Tennessee (11e van 14) | North Carolina (12e van 14) | North Carolina (12e van 14) | North Carolina (12e van 14) | Georgia (13e van 14) | Georgia (13e van 14) | Georgia (13e van 14) | South Carolina (14e van 14) | South Carolina (14e van 14) | South Carolina (14e van 14) |
| Clarksville            | 2m18s                  |                        | Andrews                     | 2m39s                       | CL                          | Clayton              | 2m35s                |                      | Anderson                    | 2m33s                       |                             |
| Cookeville             | 2m33s                  |                        | Bryson City                 | 2m00s                       |                             | Dillard              | 2m38s                | CL                   | Columbia                    | 2m30s                       |                             |
| Gallatin               | 2m40s                  | CL                     | Franklin                    | 2m31s                       |                             | Hiawasee             | 2m27s                |                      | Greenville                  | 2m12s                       |                             |
| Lebanon                | 2m35s                  |                        | Hayesville                  | 2m33s                       |                             | Lake Burton          | 2m24s                |                      | Greenwood                   | 2m28s                       |                             |
| Nashville              | 1m56s                  | ZV                     | Highlands                   | 2m33s                       |                             | Sky Valley           | 2m38s                | CL                   | Lexington                   | 2m36s                       | CL                          |
| Sparta                 | 2m39s                  | CL                     | Murphy                      | 2m27s                       |                             | Tallulah Falls       | 2m22s                |                      | Orangeburg                  | 2m21s                       |                             |
| Springfield            | 2m37s                  |                        | Robbinsville                | 2m35s                       |                             | Tiger                | 2m31s                |                      | Santee                      | 2m35s                       | CE                          |

#### Staten met minuscuul waarneemgebied
| Montana (3e van 14) | In slechts een minuscuul gedeelte in het zuiden van de staat was de totale verduistering voor maximaal 49,8 s te zien.     |
| Iowa (8e van 14)    | In slechts een minuscuul gedeelte in het zuidwesten van de staat was de totale verduistering voor maximaal 34,7 s te zien. |

#### Codelegenda
| Gebied         | Afkorting | Uitleg |
| -------------- | --------- | --- |
| Centrale lijn  | CL        | Deze plaats ligt op de centrale lijn, voor een waarnemer op deze lijn schuift de maan exact in het midden voor de zon langs. De totaliteitsduur is noordwaarts of zuidwaarts op korte afstand al veel lager.                                      |
| Centrale lijn  | CM        | Deze plaats ligt op de centrale lijn het dichtst bij het maximale punt van 2m40,2s. |
| Centrale lijn  | CW        | Deze plaats ligt op de centrale lijn het meest westelijk in het max. minus 5 s gebied. |
| Centrale lijn  | CE        | Deze plaats ligt op de centrale lijn het meest oostelijk in het max. minus 5 s gebied. |
| Nabij zonerand | NV        | Deze plaats ligt nabij de noordelijke zonerand, hier is totaliteit waarneembaar, maar verder zuidwaarts duurt de totaliteit langer. |
| Nabij zonerand | ZV        | Deze plaats ligt nabij de zuidelijke zonerand, hier is totaliteit waarneembaar, maar verder noordwaarts duurt de totaliteit langer. |
| Op zonerand    | NP        | Deze plaats ligt op de noordelijke zonerand, in het noordelijk deel van deze plaats is geen totaliteit waarneembaar. In het zuiden van deze plaats is wel totaliteit waarneembaar, maar verder zuidwaarts duurt de totaliteit aanzienlijk langer. |
| Op zonerand    | ZP        | Deze plaats ligt op de zuidelijke zonerand, in het zuidelijk deel van deze plaats is geen totaliteit waarneembaar. In het noorden van deze plaats is wel totaliteit waarneembaar, maar verder noordwaarts duurt de totaliteit aanzienlijk langer. |

### In Noordwest-Europa
In westelijk Nederland was een gedeeltelijke fase van krap 10% voor een korte tijd zichtbaar voor en tijdens zonsondergang. Voor oostelijk Nederland duurde dit nog korter en trad er alleen tijdens zonsondergang slechts enkele procenten verduistering op. Vrij uitzicht op de horizon is van belang voor een goede waarneming in Nederland. Verder naar het westen waren de condities steeds beter, zoals in het Verenigd Koninkrijk, IJsland en Groenland. Maar in Duitsland en verder naar het oosten was de zon inmiddels onder en was waarnemen van deze verduistering niet meer mogelijk.